# Рассвет великой степи
«Рассвет великой степи» — исторический фильм 2022 года казахстанского режиссёра Акана Сатаева с Бериком Айтжановым, Данияром Уразаевым и Ериком Жолжаксыновым в главных ролях.

## Сюжет
Действие фильма происходит в XVI веке. Главный герой — Касым-хан, время правления которого считается эпохой расцвета Казахского ханства. В картине показан тот период в его жизни, когда Касым был военачальником при хане Бурундуке и руководил оборонительной войной с Мухаммедом Шейбани.

## В ролях
- Берик Айтжанов — Касым-хан
- Данияр Уразаев — Касым-хан(в юности)
- Ерик Жолжаксынов — Бурундук-хан
- Нурлан Алимжанов — Мухаммед Шейбани
- Алтынай Ногербек
- Шамшагуль Мендиярова
- Тунгышбай Жаманкулов
- Куаныш Кудайберген
- Айдос Абдыкадыров

## Создание и оценки
Съёмки фильма проходили в Алматинской области на юге Казахстана, причём на этот этапе проект назывался «Касым-хан». Премьера состоялась 11 мая 2022 года в Алматы и 12 мая в Нур-Султане. Вскоре после этого картина вышла в казахстанский театральный прокат.
Обозреватель портала Orda. охарактеризовал «Рассвет великой степи» как «фильм, который, к сожалению, не смог реализовать свой потенциал». По мнению критика, картине «не хватает реалистичности, психологизма, большей исторической и кинематографической правды, в нём слишком много лозунгов и пафоса». При этом автор рецензии отметил «достойный визуал» и качественную игру актёров в тесных рамках, заданных сценаристами.